# Wasyl Jermyłow
Wasyl Ołeksijowycz Jermyłow, ukr. Василь Олексійович Єрмилов, ros. Василий Алексеевич Ермилов, Wasilij Aleksiejewicz Jermiłow (ur. 31 grudnia 1913?/13 stycznia 1914 w mieście Wiazniki, w guberni włodzimierskiej, Imperium Rosyjskie, zm. 6 grudnia 2000 w Doniecku, Ukraina) – ukraiński piłkarz pochodzenia rosyjskiego, grający na pozycji napastnika, trener piłkarski.

## Kariera piłkarska

### Kariera klubowa
W 1938 rozpoczął karierę piłkarską w klubie Piszczewik Moskwa. W 1941 zasilił skład CDKA Moskwa, ale przez rozpoczęcie atak Niemiec na ZSRR nie rozegrał żadnego spotkania i potem walczył w szeregach Armii Czerwonej. Po zakończeniu II wojny światowej został zaproszony w 1946 do Szachtara Stalino, w którym zakończył karierę piłkarza w roku 1949.

## Kariera trenerska
Po zakończeniu kariery piłkarskiej rozpoczął pracę szkoleniowca. W 1953 dołączył do sztabu szkoleniowego Szachtara Stalino, W połowie 1956 stał na czele donieckiego klubu, którym kierował do końca 1957 roku. Od 1964 do 1965 prowadził Spartak Homel. W latach 1970–1971 pomagał trenować Szachtar Gorłówka. W 1972 pracował jako dyrektor techniczny klubu z Gorłówki.
6 grudnia 2000 zmarł w Doniecku w wieku 86 lat.